# Polyommatus empyrea
Polyommatus empyrea är en fjärilsart som beskrevs av Freyer 1852. Polyommatus empyrea ingår i släktet Polyommatus och familjen juvelvingar. Inga underarter finns listade i Catalogue of Life.